# Галина Іванова
Галина Мітова Іванова (болг. Галина Митова Иванова; нар. 3 травня 1968) — болгарська борчиня вільного стилю, срібна призерка чемпіонату світу, срібна призерка чемпіонату Європи.

## Життєпис
Боротьбою почала займатися з 1994 року.
Наприкінці спортивної кар'єри намагалась кваліфікуватись на Олімпійські ігри 2004 року, до дисциплін яких була вперше включена жіноча боротьба, але безуспішно.
Виступала за борцівський клуб Національної спортивної академії Болгарії «Академік» Софія. Тренер — Ніколай Димитров.

## Спортивні результати на міжнародних змаганнях

### Виступи на Чемпіонатах світу
| Змагання                        | Збірна   | Вагова категорія          | Місце  |
| ------------------------------- | -------- | ------------------------- | ------ |
| Чемпіонат світу з боротьби 1995 | Болгарія | жіноча боротьба, до 70 кг | 7      |
| Чемпіонат світу з боротьби 1996 | Болгарія | жіноча боротьба, до 70 кг | Срібло |
| Чемпіонат світу з боротьби 1997 | Болгарія | жіноча боротьба, до 68 кг | 9      |
| Чемпіонат світу з боротьби 1998 | Болгарія | жіноча боротьба, до 68 кг | 7      |
| Чемпіонат світу з боротьби 1999 | Болгарія | жіноча боротьба, до 68 кг | 7      |
| Чемпіонат світу з боротьби 2000 | Болгарія | жіноча боротьба, до 68 кг | 7      |
| Чемпіонат світу з боротьби 2001 | Болгарія | жіноча боротьба, до 75 кг | 11     |
| Чемпіонат світу з боротьби 2002 | Болгарія | жіноча боротьба, до 72 кг | 6      |
| Чемпіонат світу з боротьби 2003 | Болгарія | жіноча боротьба, до 63 кг | 20     |

### Виступи на Чемпіонатах Європи
| Змагання                         | Збірна   | Вагова категорія          | Місце  |
| -------------------------------- | -------- | ------------------------- | ------ |
| Чемпіонат Європи з боротьби 1997 | Болгарія | жіноча боротьба, до 68 кг | 4      |
| Чемпіонат Європи з боротьби 1998 | Болгарія | жіноча боротьба, до 68 кг | Срібло |
| Чемпіонат Європи з боротьби 1999 | Болгарія | жіноча боротьба, до 68 кг | 7      |
| Чемпіонат Європи з боротьби 2000 | Болгарія | жіноча боротьба, до 68 кг | 4      |

### Виступи на інших змаганнях
| Змагання                                                    | Збірна   | Вагова категорія          | Місце |
| ----------------------------------------------------------- | -------- | ------------------------- | ----- |
| Тестовий турнір FILA 2004                                   | Болгарія | жіноча боротьба, до 67 кг | 5     |
| Олімпійський кваліфікаційний турнір з боротьби 2004 (Туніс) | Болгарія | жіноча боротьба, до 63 кг | 22    |
| Всесвітні ігри бойових мистецтв 2010                        | Болгарія | жіноча боротьба, до 72 кг | 6     |